# TSG Augsburg 85
Der TSG Augsburg - Lechhausen 1885 e. V. ist ein Sportverein aus Augsburg mit ca. 1500 Mitgliedern in insgesamt 18 Abteilungen.

## Geschichte
Der Verein wurde am 12. März 1885 als TV Lechhausen in der damals selbständigen, am 1. Januar 1913 nach Augsburg eingemeindeten Stadt Lechhausen gegründet und war zunächst ein reiner Turnverein. 1892 errichtete er eine Turnhalle im Ortsteil Hammerschmiede. Nach Ende des Ersten Weltkriegs 1918 entstand unter Einbeziehung der Spieler des 1911 gegründeten FC Lechhausen eine Fußballabteilung, die 1923 als Meister der A-Klasse in die damals zweithöchste Spielklasse aufstieg. 
1924 verselbständigten sich die Fußballer unter dem Namen FC Union. Diese Trennung wurde 1934 rückgängig gemacht, der Verein hieß nun Turn- und Sport-Union 1885 Augsburg und schließlich nach Fusion mit weiteren Sportvereinen im Norden Augsburgs ab April 1941 TSG Augsburg 1885. 1942 erreichte die Fußballmannschaft den Aufstieg in die Gauliga Südbayern, also die höchste Spielklasse.
Nach Kriegsende gehörte man von 1950 bis 1956 der Amateurliga Bayern an und schaffte 1964 als erster Meister der neu eingeführten Landesliga Süd erneut den Aufstieg in die drittklassige Bayernliga, stieg allerdings nach nur einem Jahr als Tabellenletzter wieder ab. Von 1965 bis 1977 und 1983 bis 1988 war die TSG als Landesligist immerhin noch viertklassig. Bei den Stadtderbys gegen den TSV Schwaben Augsburg erreichte die TSG im heimischen Stadion an der Schillstraße zum Teil vierstellige Zuschauerzahlen.
Seit dem Abstieg aus der Landesliga Süd 1988 sind die TSG-Fußballer immer weiter abgerutscht und waren 2005 in der 10. Liga, der A-Klasse Augsburg, angelangt. Nach zwei Aufstiegen spielte die TSG von 2010 bis 2012 erneut in der Kreisliga Augsburg (8. Liga), seitdem nicht mehr höher als in der Kreisklasse (9. Liga).
In den 1970er Jahren wurde das Vereinsgelände an der Schillstraße kontinuierlich ausgebaut, wodurch sich der Verein hoch verschuldete, so dass das Gelände schließlich an die Stadt Augsburg verkauft werden musste.

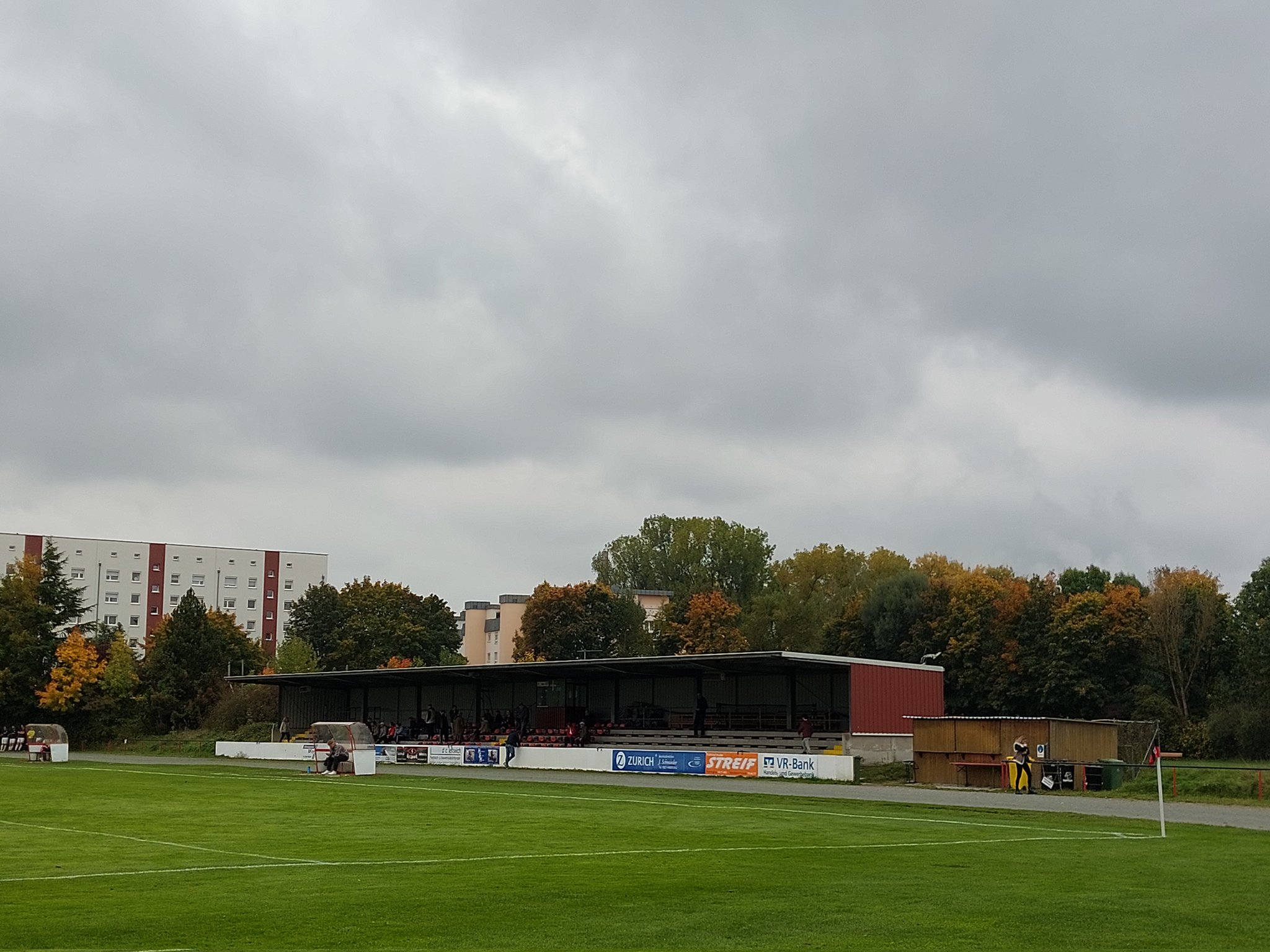
Stadion der TSG Augsburg 1885 an der Schillstraße

## Bekannte Spieler
- Torsten Spittler, späterer Nationaltrainer von Bhutan, Nepal und Ruanda
- Stefan Tutschka, später Trainer in der Regionalliga Bayern beim TSV Rain am Lech

## Abteilungen
| - Aikido - Badminton - Basketball | - Boule - Fußball - Handball | - Tennis - Kegeln - Turnen | - Ringen - Kraftsport - Tischtennis | - Taekwondo - Sportschützen - Bogenschießen | - Padel Tennis - Gesundheitssport - American Football RAPTORS |

### Handball
In der Saison 2023/24 nimmt die Handballabteilung der TSG mit einem Frauenteam, das in der Bezirksoberliga (Bayr. Schwaben) spielt, am Spielbetrieb des Bayerischen Handballverbandes (BHV) teil.
| Erfolge Frauen - Aufstieg in die Bayernliga (4. Liga) 2011 - Südbayerischer Vizemeister 2011 - Aufstieg in die Landesliga 2014 - Bezirksmeister (Bayr. Schwaben) 2014 - Bezirksvizemeister (Bayr. Schwaben) 2016 | Spielerpersönlichkeiten - Herbert Müller - Alexandra Kubasta (Handballspielerin) - Barbara Hetmanek (Handballspieler- und Trainerin) |